# Jamboree mondial de 2011

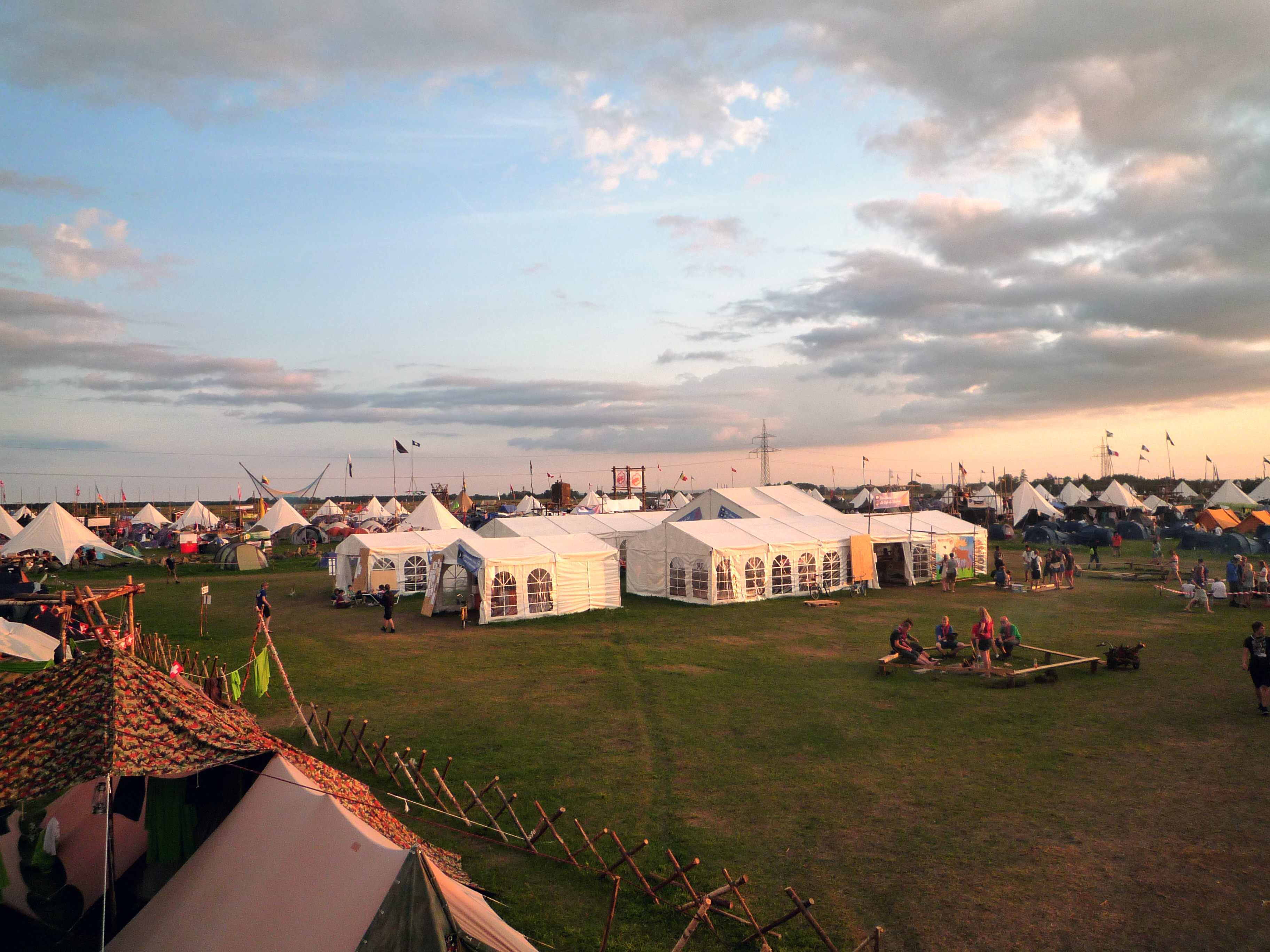
Une vue sur le centre du sous-camp de Hunneberg (et Svedala en arrière-plan) lors du Jamboree Scout Mondial 2011 en Suède.

Le 22e Jamboree mondial a eu lieu en 2011 en Suède, sur le site de Jiingijamborii, un terrain situé à l'Est du village de Rinkaby (commune de Kristianstad). 
Le thème était « Simplement du scoutisme » (Simply Scouting), révélant une volonté de renouer avec le scoutisme fondamental.
Il a rassemblé des scouts âgés de 14 à 17 ans.  Plus de 40 000 (40 061) jeunes de tous pays y ont participé, auxquels s'est ajoutée l’Équipe Internationale de Service (EIS), d'environ 10 000 personnes pour s’occuper du bon déroulement de l’événement.

## Lien  externe
- (fr) Le site du 22e Jamboree Mondial en Suède